# Восауаи, Маноа
Маноа Восауаи (фидж. Manoa Vosawai, родился 12 августа 1983 года в Суве) — итальянский регбист фиджийского происхождения, игрок третьей линии, выступающий на позиции стягивающего (восьмого) во французском клубе «Ван».

## Игровая карьера
Родился на Фиджи в регбийной семье. В 2004 году начал выступать за итальянскую регбийную команду «Парма» в третьей линии. Выступал преимущественно на позиции восьмого, хотя играл и на позиции фланкера. В 2006 году в составе «Пармы» выиграл Кубок Италии. В 2007 году прошёл процесс натурализации, получив право играть за сборную Италии, дебютировал 18 августа 2007 в тест-матче против Японии в рамках подготовки к чемпионату мира во Франции. Попал в заявку на чемпионат мира, вышел в первом матче итальянцев против Новой Зеландии, заменив Алессандро Дзанни. Сыграл всего три матча на чемпионате мира и до 2010 года в сборную в дальнейшем не вызывался, пока Пьера Бербизье не сменил Ник Маллетт, включивший Восауаи в заявку на Кубок шести наций 2010.
В 2008 году Восауаи выиграл в составе клуба Суперкубок Италии, одержав в минувшем сезоне победу и в Кубке Италии. В июне 2010 года перешёл в «Беннетон Тревизо», игравший в Про12. Под руководством Жака Брюнеля играл в сборной на Кубке шести наций в 2012 году в матче против Шотландии, а также провёл несколько осенних тест-матчей. В марте 2014 года перешёл в «Кардифф Блюз». С сезона 2016/2017 — игрок французского «Вана» в дивизионе Про Д2.

## Стиль игры
Восауаи известен как динамичный игрок, способный быстро бежать с мячом и отличающийся значительной физической мощью.

## Достижения
- Обладатель Кубка Италии: 2005/2006, 2007/2008
- Обладатель Суперкубка Италии: 2008